# Бучина (Росія)
Бу́чина (рос. Бучина) — присілок у складі Алапаєвського міського округу (Верхня Синячиха) Свердловської області.
Населення — 59 осіб (2010, 96 у 2002).
Національний склад населення станом на 2002 рік: росіяни — 99 %.